# Chryzogon Reisch

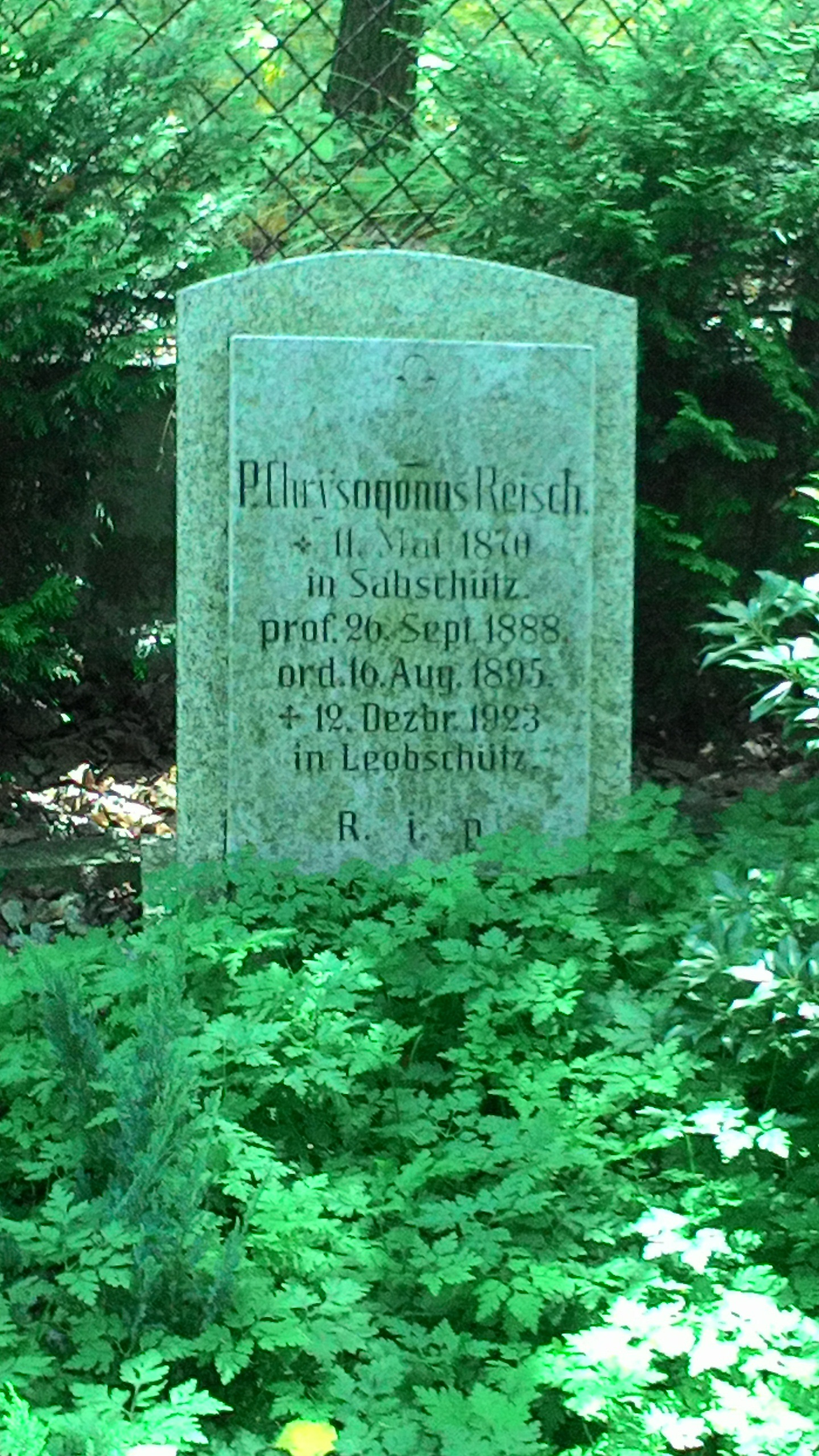
Nagrobek Chryzogona Reischa na cmentarzu przy kościele św. Józefa w Prudniku

Chryzogon Reisch, właściwie Antoni Reisch (ur. 11 maja 1870 w Zawiszycach, zm. 12 grudnia 1923 w Głubczycach) – niemiecki historyk, duchowny katolicki, franciszkanin.

## Życiorys
W 1887 wstąpił do zakonu franciszkańskiego, przybierając imię zakonne Chryzogon, pod którym następnie działał i publikował. Od tego też roku studiował filozofię w Düsseldorfie i teologię w Paderbornie. 16 sierpnia 1895 otrzymał święcenia kapłańskie. Co najmniej od 1897 przebywał w klasztorze franciszkańskim na Górze św. Anny aż do 1900, gdy został przeniesiony do Wrocławia, gdzie wykładał m.in. prawo kanoniczne we franciszkańskim seminarium duchownym, a w okresie 1917-1918 był gwardianem klasztoru św. Idziego w tym mieście. W 1918 został gwardianem klasztoru w Prudniku, gdzie 2 października 1918 założył cmentarz klasztorny. W 1921 przeniesiono go na stanowisko gwardiana klasztoru w Głubczycach, gdzie przebywał do śmierci. Był pierwszą osobą pochowaną na cmentarzu klasztornym w Prudniku.

## Prace
Prace historyczne rozpoczął w 1900, zajmując się historią franciszkanów na Śląsku.
Do głównych jego prac należą:
- Geschichte des Klosters und der Kirche St. Dorothea in Breslau. Breslau, 1908, s. 425 – poświęcona historii klasztoru św. Doroty we Wrocławiu.
- Geschichte des St. Annaberges in Oberschlesien. Breslau, 1910, s. 408 – poświęcona historii kościoła i klasztoru na Górze św. Anny na Opolszczyźnie.
- Die Franziskaner im heutigen Schlesien von Anfange des 17 Jahrhunderts bis zur Sakularisation. Zeitschrift des Vereins f. Gesch. Schlesiens nr 47, 1913: s. 276–300. Praca poświęcona historii franciszkanów na Śląsku od XVII wieku aż do 1810.
- Tausch des Franziskanerkonventes St. Antonius mit dem Kloster der Elisabethinerinnen in Breslau. Franziskanische Studien, nr 1, 1914: str.: 76-86. Praca o klasztorze św. Antoniego we Wrocławiu.
- Urkundenbuch der Kustodien Goldberg und Breslau. Teil I: 1240-1517. Wyd. w Düsseldorfie, 1917, s. 479. Wybór dokumentów kodeksu dyplomatycznego kustodii złotoryjskiej i wrocławskiej.

Monografia o klasztorze Góry św. Anny była dwukrotnie tłumaczona na polski i wydawana jako:
- Pamiątka 200-letniego istnienia Kalwaryi na Górze Św. Anny. Wrocław 1909.
- Historia Góry Świętej Anny na Górnym Śląsku. 2006. Franciszkańskie Wyd. św. Antoniego, Wrocław.